# Baja California Norte
Baja California jedna je od 31 saveznih država Meksika, smještena na sjeverozapadu države, i zauzima sjevernu polovicu poluotoka Baja California. Graniči sa saveznom državom Baja California Sur koja se nalazi na južnoj polovici poluotoka. Na istoku je oplakuje Mar de Cortés, a na zapadu Tihi ocean, a na sjeveru je američka savezna država Kalifornija. Glavni grad savezne države je Mexicali u kojem živi znatan dio stanovništva države (689 775, 2010.). Država se prostire na 69.921 km², što je ukupno 3,57% od ukupne površine Meksika, a u njoj živi 3.122.408 ljudi  (2009.);  3 302 966 (2012.)
Najveći grad države je Tijuana s 1 300 983 stanovnika (2010).

## Stanovništvo

### Indijanci
Na području Baje Californije, živjelo je ili još živi više nomadskih lovačko-sakupljačkih indijanskih skupina koje pripadaju jezičnom rodu Yuman, poimence to su: Akwa’ala  ili Paipai, Diegueño ili Kumeyaay, Kiliwi ili Kiliwa, Cocopa ili Cucapa, i samostalna skupina Seri.

## Općine
- Ensenada
- Mexicali
- Playas de Rosarito
- Tecate
- Tijuana